# Miguel de Icaza
Miguel de Icaza (Mexikóváros, 1972. november 23. –)  mexikói szabad szoftver programozó, aki főként a GNOME és a Mono projektek elindításáról ismert.
Icaza Mexikóvárosban született és a Mexikói Autonóm Nemzeti Egyetemen tanult, de soha nem szerzett diplomát. Apja fizikus, anyja biológus volt. 1992-ben kezdett szabad szoftvereket írni.
1997 nyarán a Microsoft munkát ajánlott neki az Internet Explorer Unix csapatban, hogy egy SPARC porton dolgozzon, de egyetemi végzettség híján nem kaphatta meg a szükséges H-1B vízumot. Egy interjúban azt állította, hogy felkérőit megpróbálta meggyőzni arról, hogy tegyék szabadon elérhetővé az Internet Explorer kódját, mindezt azelőtt, hogy ezt a Netscape megtette volna.
Ugyanezen év augusztusában kezdte el Federico Menával a GNOME projektet, melynek célja egy teljesen ingyenes asztali környezet létrehozása Linux és egyéb Unix típusú operációs rendszerek számára. Icaza korábban a Midnight Commander fájlkezelő programon, illetve a Linux kernelen is dolgozott, és létrehozta a Gnumeric nevű táblázatkezelő programot.
1999-ben Nat Friedmannel megalapította a Helix Code-ot, egy GNOME-irányultságú szabad szoftverekkel foglalkozó céget, mely sok GNOME-hackert is alkalmazott. 2001-ben a Helix Code, új nevén a Ximian, bejelentette a Mono projektet, azzal a céllal, hogy a Microsoft .NET-jét implementálják Linuxra és egyéb Unix platformokra. 2003 augusztusában a Ximian-t megszerezte a Novell. Icaza aktuálisan a fejlesztői csoport alelnöke.
Miguel de Icaza 1999-ben megkapta a Free Software Foundation A szabad szoftver fejlődéséért-díját, az MIT Technology Review Év Újítója díját, és a Time 2000 szeptemberében az új évszázad száz újítója között nevezte meg.
Icaza nem értett egyet a szabad szoftver közösségen belüli széles körű kritikával, mely a Microsoft OOXML standardját érintette.
Icaza cameo szerepeket kapott a 2001-es Bízd a hackerre! című filmben és a The Code című finn dokumentumfilmben, mely a Linuxról szól és több, a szabad szoftver mozgalomban fontos szerepet játszó ember megjelenik benne.
2003-ban vette feleségül a brazil Maria Laurát.